# Hermann Broch
Hermann Broch (1886-1951) fou un escriptor austríac, un dels millors renovadors de la narrativa en llengua alemanya i, juntament amb Franz Kafka, un dels màxims exponents de la crisi intel·lectual i social de l'època que li va tocar viure.

## Biografia
Hermann Broch neix en el si d'una família jueva de fabricants tèxtils i segueix el consells del seu pare en el sentit que, en comptes de dedicar-se a seguir les seues inquietuds artístiques i científiques, opta per una formació tècnica d'enginyer tèxtil i col·labora en el desenvolupament de una màquina per a barrejar cotó. Després d'un servei militar interromput per motius de salut, passa a ocupar un càrrec directiu en les fàbriques del seu pare fins a l'any 1927. A partir de l'any 1908 comença a publicar treballs literaris i assaigs aïllats a les revistes Summa i Brenner, i inicia estudis autodidactes de filosofia neokantiana. Des del 1912 s'introdueix en la vida literària de Viena, coneix Franz Blei, Franz Werfel, Robert Musil i György Lukács. Admira Karl Kraus, editor unipersonal de la revista Die Fackel (La Torxa), artífex d'un llenguatge esmolat i precís per a analitzar els símptomes de la seua època, realitzar paròdies i radiografiar-la en diferents aspectes de la vida quotidiana, cultural i política. Durant la Primera Guerra Mundial, Broch dirigeix un hospital militar. Un cop finalitzada la guerra, es dedica a modernitzar les fàbriques del seu pare, però ha d'enfrontar-se a dificultats econòmiques cada vegada més grans. El 1927 decideix definitivament la venda de totes les fàbriques familiars i s'afanya a viure com a escriptor independent entre Viena i el Tirol. Entre els anys 1925 i 1929 estudia matemàtiques, psicologia i filosofia a la Universitat de Viena i té com a mestres als representants del Cercle de Viena: els filòsofs neopositivistes Moritz Schlick i Rudolf Carnap.
Després de l'annexió al Tercer Reich d'Àustria el 1938, Broch és detingut i empresonat per motius polítics a Altaussee: el carter l'havia denunciat per comunista, ja que era subscriptor de la revista Das Word (La Paraula), editada per emigrants a Moscou. Poc temps després d'ésser alliberat amb l'ordre de dirigir-se a Viena, fuig cap a Anglaterra i l'octubre del 1938 emigra als Estats Units. Recolzat per diverses beques americanes (com ara, del Trust Oberlaender de Filadèlfia i de la John Simon Guggenheim Memorial Foundation), va passar els darrers anys de la seua vida fonamentalment a New Haven (Connecticut), col·laborant de vegades amb les universitats de Yale i Princeton i realitzant estudis de psicologia de masses, ja que aspirava a convertir les seues opinions en idees o coneixements i eixir del rang dels escriptors per a entrar en el dels filòsofs. De fet, els seus assajos sobre la psicologia de masses o sobre qüestions polítiques eren principalment un examen del passat, un balanç de la cultura occidental durant els darrers seixanta anys. Es va obstinar a donar-li al seu treball la forma d'una teoria perquè la literatura, en la seua opinió, havia perdut la seua eficàcia. En el clima d'ofec de la postguerra, i en donar-se a conèixer les dimensions de l'Holocaust, es va fer palès en cert sentit la catàstrofe de la civilització europea i amb l'agreujant de l'amenaça més terrible encara d'una conflagració entre els Estats Units d'Amèrica i la Unió Soviètica: el començament de la Guerra Freda. A Hermann Broch li aterria la possibilitat que les seues obres i coneixements fossin emprats per ambdós bàndols, es tornessin mercaderies i servissin per a reafirmar la vida immoral contra la qual pretenien haver lluitat. Quelcom semblant va passar amb els intel·lectuals de l'anomenada Escola de Frankfurt: Theodor W. Adorno afirmava per aquell temps que, després de l'horror d'Auschwitz, no tenia sentit escriure poesia (a diferència d'aquells, Broch no va veure mai el marxisme com una teoria de l'alliberament, sempre li va semblar una metàfora secularitzada del cristianisme).
A mitjans de l'estiu del 1950, Broch feia plans per a viatjar a Europa a l'abril del 1951. Després de dotze anys de lluita havia aconseguit una plaça com a professor de literatura alemanya a la Universitat Yale, però el cos ja no li responia:
| « | (...) Sóc un vell malalt i cansat, que va ésser jove durant molt de temps. Em vaig prohibir els viatges a Nova York: és un enrenou sense sentit. Ara escric catorze hores diàries." | » |

El PEN Club d'Àustria va presentar la seua candidatura al Premi Nobel de Literatura de l'any 1950, però no hi va haver resposta de les altres associacions. L'animació del viatge li va infondre noves energies, ja que pensava conèixer la casa on viuria durant la seua vellesa, conversar a Viena amb la periodista (i antiga amant) Ea von Allesch i participar en el Congrés per la Llibertat de la Cultura a Berlín Occidental (Melvin Lasky l'hi havia convidat i les autoritats de la ciutat li pagaven el passatge i una assignació per a despeses). Hi van assistir, a aquest congrés, André Gide, Arthur Koestler, Bertrand Russell, Julian Huxley, Benedetto Croce, Carlo Levi, Karl Jaspers i John Dewey, i Broch va escriure l'assaig "L'intel·lectual i la lluita pels drets humans" per a l'ocasió. En un fragment d'aquest assaig, que ja no llegiria al susdit congrés, Broch va dir: 
| « | (...) Per llurs creences en la utopia i llurs conviccions en la dignitat humana, els intel·lectuals han ajudat a establir el rumb de totes les revolucions (...) No obstant això, les revolucions transformades en poder i en Estat han traït aquests principis i els han pervertit (...) Per això, l'intel·lectual, en comptes de sentir-se la consciència dissortada, ha d'esdevindre un estrateg de la Realpolitik, és a dir: lluitar pam a pam per cada un dels drets humans." | » |

Per aquells dies del març del 1951 es va desmaiar sobre la seua màquina d'escriure. En despertar-se, es va trobar a l'Hospital St. Raphael de New Haven. El cardiòleg li va dir que es tractava d'un infart de miocardi, li va proporcionar tranquil·litzants i li va ordenar un repòs estricte. Atès que no tenia diners per a romandre a l'hospital, va prometre cuidar-se i se'n va anar a la seua casa. Durant la darrera setmana que li quedava de vida va estar treballant deu hores diàries a L'encanteri, una novel·la que va reescriure al llarg de quinze anys. A les set del matí del 30 d'abril va caure fulminat per un infart: el lleter en va trobar el cadàver unes hores després sobre la maleta plena de roba i llibres que pensava dur-se a Europa.

## Obra literària

### Inicis
Des de l'inici de la seua activitat literària, Broch va compaginar el treball literari i el filosòfic. El 1913 va escriure el poema Stimmen 1913, el qual anticipa la temàtica de Els somnàmbuls (1929-1932). El 1918 va aparèixer a la revista Summa la narració Eine methodologische Novelle, la qual satiritzava l'expressionisme. Entre aquests dos anys també van aparèixer altres escrits importants seus, com ara l'assaig Philistrosität, Realismus, Idealismus in der Kunst. Tot aquest treball reverteix en la primera gran obra de Broch, escrita entre els anys 1928 i 1931, i després de renunciar a la seua carrera industrial: Els somnàmbuls.

### Els somnàmbuls

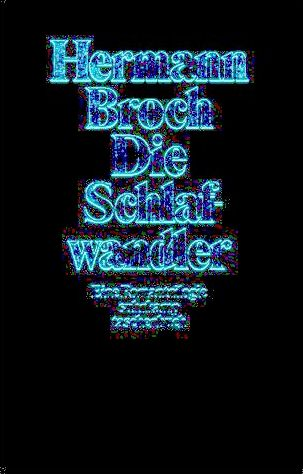
Portada d'una edició en alemany de Els somnàmbuls

Aquesta novel·la (de fet, una trilogia de novel·les) traça un esplèndid retrat de l'època del canvi de segle fins als anys vint del segle xx. És a dir, des dels anys de la fundació de l'Imperi Alemany, del seu creixement i expansió, fins al final de la Primera Guerra Mundial, el final de l'Imperi Austrohongarès i l'enfonsament de la monarquia austrohongaresa. El text de Els somnàmbuls és dividit en tres parts, centrades en tres personatges i ambientades en tres fites temporals: 1888, 1903 i 1918. Els subtítols de les tres parts marquen el valor històric i filosòfic de l'evolució que traça el conjunt de l'obra. La primera part es titula Pasenow o el romanticisme, la segona se centra en Esch o l'anarquia i la tercera en Huguenau o el objectivisme. Pasenow és un petit aristòcrata terratinent prussià que es refugia en la nostalgia, Esch és un empleat (de fet, un petit burgès) de les terres del Rin i Huguenau és un negociant alsacià que representa el triomf dels nous valors socials. Amb la seua trilogia, Broch volia intervindre en el debat històric i filosòfic dels anys vint al voltant del problema de la modernització, la posada en qüestió dels sistemes de normes transmesos per la tradició i la possibilitat d'una interpretació de la història basada en valors ètics. Amb la gradació de personatges de la trilogia i la narració de les seues peripècies vitals, Broch demostra la dissolució d'una imatge del món assegurada per la tradició i per uns valors aparentment inamovibles. Pasenow és l'hereu d'un món tradicional i d'un concepte de pàtria i terra transmès des del romanticisme i que ja en la seua època estava en crisi i mostrava la degeneració de la noblesa terratinent prussiana. Esch, el personatge que dona títol a la segona part, alterna la grandiloqüència amb l'exaltació dels instints, conformant un projecte banal i perillós de superhome. El final de l'evolució el representa Huguenau, el qual supera els dos personatges anteriors en la seua manca d'escrúpols: un oportunista representant de la dissolució generalitzada de valors. El pragmatisme radical de Huguenau (que no està limitat ni determinat per cap mena de referents morals) representa l'actitud de la nova època, mancada de qualsevol sistema de referències ètiques.
Les dues primeres parts de la trilogia estan narrades des de la tradició del realisme del segle xix, mentre que en la tercera Broch abandona aquesta forma tradicional. El text recorre al muntatge de narracions individuals inserides les unes en les altres, relaciona texts lírics com la Geschichte des Heilsarmeemädchens (Història de la noia de l'Exèrcit de Salvació) amb fragments de l'excurs filosòfic Der Zerfall der Werte (La descomposició dels valors). Amb aquesta realització formal, Broch amplia les possibilitats de la ficció èpica per a dotar-la d'un àmbit de coneixement i reflexió que arriba des de la presència de l'inconscient representat en la lírica fins a la consciència màxima i autoreflexiva representada en la teoria. Així, Broch presentava el primer exemple de la seua poètica de la "novel·la polihistòrica", que va desenvolupar en la seua confrontació amb el Ulisses de James Joyce al seu escrit "James Joyce und die Gegenwart" ("James Joyce i el present").

### La mort de Virgili

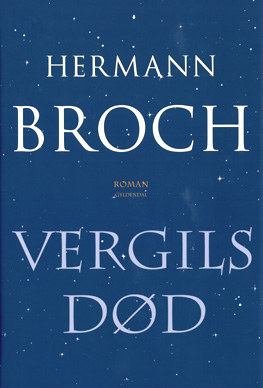
La mort de Virgili de Hermann Broch (edició en danès)

El 1937 va escriure Die Heimkehr des Vergil (El retorn de Virgili), el qual és una versió primigènia de Der Tod des Vergil (La mort de Virgili). Durant la seua detenció a Altaussee reprendria el tema. La primera de les dues obres narra la decisió del poeta Virgili, moribund i convençut al final de la vida de la inutilitat social de la poesia, de destruir la seua obra més important: l'Eneida. Amb la detenció de Broch i en el marc de la nova situació política (l'ascens al poder del nazisme), el tema va adquirir de sobte un pes existencial del que mancava quan va ésser redactada la primera versió. Broch inicia a la presó una segona versió i el text l'acompanyarà a l'exili on seguirà treballant-hi. Esdevindrà la seua novel·la més important i es publicarà finalment (després de diverses versions intermèdies) el 1945 en dues edicions simultànies (una d'alemanya i una altra d'anglesa). Broch era perfectament conscient del caràcter de paràbola que tenia el tema de la seua novel·la i remet la decisió de Virgili de destruir la seua obra no només a si mateix (el mateix Broch), sinó també a Franz Kafka. La novel·la, una de les més impressionants de la modernitat clàssica del segle xx, és narrada en la forma d'un extensíssim monòleg interior en tercera persona que, en els moments més tràgics, passa a la lírica rimada inserint poesia elegíaca.
Tot el llenguatge de la novel·la de Broch té, de fet, un to marcadament líric, la seua prosa sona mètricament i hi abunden les imatges de gran bellesa. Broch narra els darrers moments de la vida de Virgili: l'última nit del poeta que torna (malalt de febres) d'Atenes a Roma i l'endemà fins a la seua mort a Bríndisi, un total de 18 hores. En els somnis i les visions del Virgili agonitzant reflecteix Broch la confrontació del poeta amb el seu entorn, els seus dubtes sobre l'efecte salvador de l'art, el qual veu reduït a un pur joc d'aparences. Virgili dubta de la seua existència (contemplativa i observadora) com a poeta i es planteja si no hagués hagut d'intervindre activament en els esdeveniments de la seua època. El text està dividit en quatre parts, les quals simbolitzen els quatre elements. A la darrera part de la novel·la (consistent en una llarga conversa entre Virgili i l'emperador Octavi August), el poeta renuncia pel seu amor a l'emperador a destruir el seu manuscrit i acaba lliurant-lo a August. Davant la mort, davant l'expectativa de la immersió en la gran harmonia de l'ésser, es dissolen els antagonismes i les constradiccions, els dubtes. Durant la llarga conversa, tots dos personatges discuteixen sobre el valor i la funció de l'art, la seua possible funció social, la seua capacitat de descriure la realitat. El darrer pensament de Virgili s'adreça als seus esclaus: demana a l'emperador que els alliberi després de la seua mort. Més enllà de la trama, l'essencial d'aquesta novel·la són les reflexions íntimes (passades i presents) de Virgili. El poeta analitza minuciosament el seu entorn físic i mental, plantejant-se qüestions com la possibilitat del coneixement i les funcions de la poesia i de l'art en la societat. I és que, des dels anys trenta, la reflexió sobre la renúncia de l'art a reconèixer la realitat en una època de crisi, sobre la inutilitat i la manca de sentit de l'art, havia esdevingut un tema essencial en l'obra de Broch.
La mort de Virgili fou un fracàs editorial: l'editorial Routledge & Kegan Paul, de Londres, va lliurar tan sols 45 dòlars pels drets i l'editorial Peuser, de Buenos Aires, 250 dòlars. Durant més de dos mesos, Broch va revisar-ne la traducció francesa, va discutir-ne passatges confusos amb el traductor Albert Kohn i no va rebre un franc: la novel·la va aparèixer a l'editorial Gallimard un any després de la seua mort. En català n'existeix una edició (traduïda per Joan Fontcuberta i Gel) publicada el 1989 per Edicions 62, dins de la col·lecció Les millors obres de la literatura universal).

### Kitsch y arte de tendencia
Hermann Broch, en el seu text de 1933, Kitsch y arte de tendencia s'adona de l'ambigüitat i complexitat del problema del kitsch, rebutjant la possibilitat d'oferir una definició tancada d'aquest terme.
Broch comença indiciant la relació que existeix entre el kitsch i la falsedat. L'art d'una època determinada es divideix entre l'art que té aspiracions còsmiques i el kitsch. El primer seria el gran art de cada temps, mentre que l'altre seria un art fals. Segons Broch, l'origen del kitsch neix, d'alguna forma, del romanticisme i això ens indica una cosa fonamental per entendre l'art modern en general: el kitsch és una cosa essencialment moderna i, per tant, la modernitat estètica no pot entendre’s sense ell.
Al mateix temps, compara el kitsch amb l'aspecte subjectiu, amb les sensacions. Caracteritza l'obra kitsch com una obra d'art neuròtica, és a dir, una obra que imposa una convenció completament irreal sobre la realitat. Aquesta convenció no és una altra que l'exaltació hipòcrita. L'esfera de l'obra, el seu caràcter neuròtic, i l'esfera de la recepció, amb l'exaltació hipòcrita, apareixen integrats en un únic sistema.
El kitsch opera com una intromissió en el sistema de l'art d'un altre sistema aliè a ell. L'essència del kitsch consisteix en la substitució de la categoria ètica amb la categoria estètica; imposa a l'artista l'obligació de realitzar, no un “bon treball” sinó un treball “agradable”: el que més importa és l'efecte. Malgrat que amb freqüència adopta actituds naturalistes, o sigui, malgrat l'ús abundant de vocables de la realitat, la novel·la kitsch il·lustra el món, no com és sinó “com ho desitja o com el tem”.

### Els darrers anys

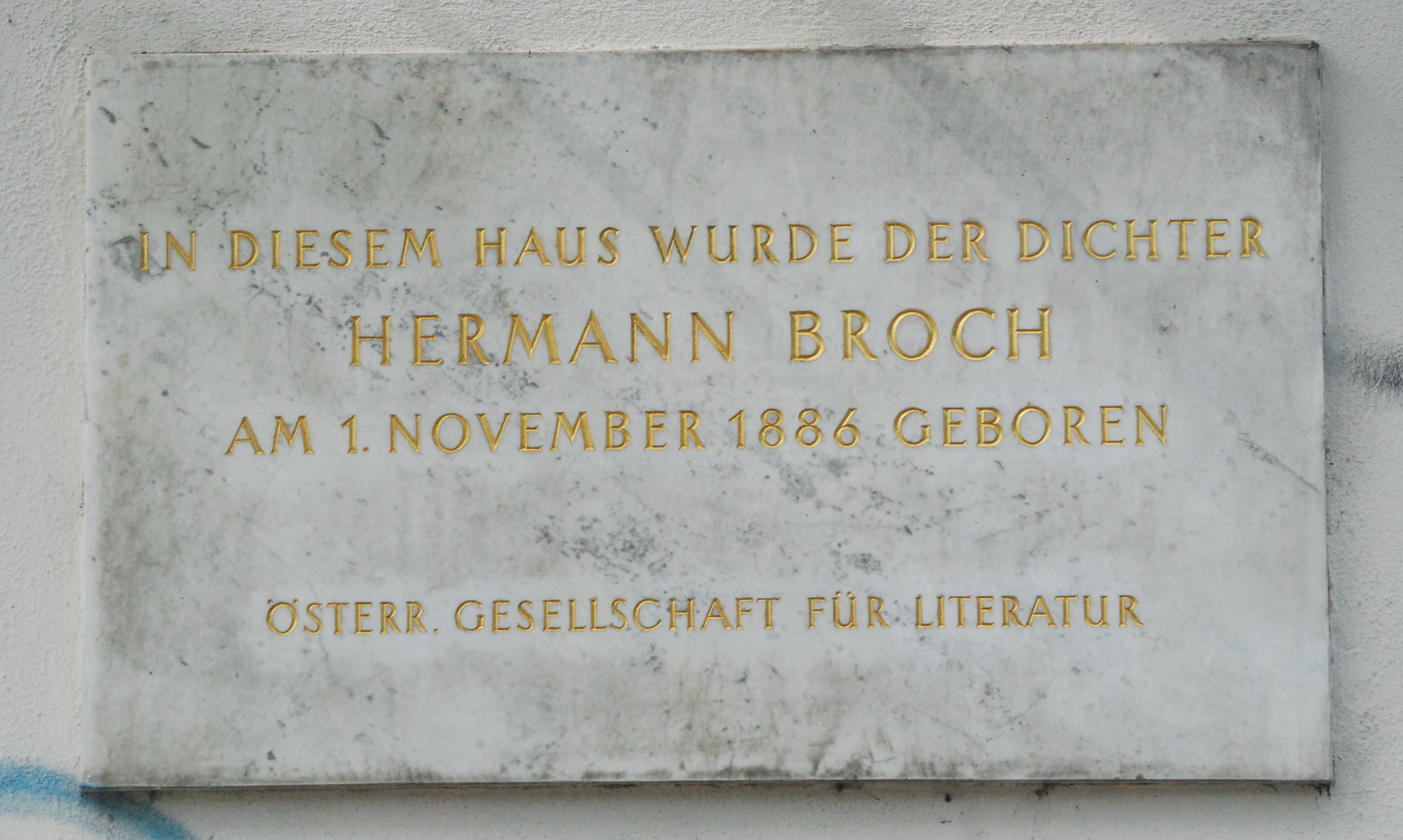
Placa commemorativa en honor de Hermann Broch instal·lada en un carrer del centre de Viena

El 1949, Broch reuneix (seguint una proposta del seu editor) les seues narracions dels anys trenta i una sèrie de narracions noves per transformar el conjunt en un Roman in elf Erzählungen (Novel·la en onze narracions), el qual va titular Die Schuldlosen (Els innocents). El títol denota la intenció política d'aquesta obra: tots els personatges de les narracions estan lliures de culpa en el sentit que no estan directament implicats en crims, però són culpables moralment del crim de la indiferència que Broch considera com un dels determinants bàsics de l'ascens al poder del nacionalsocialisme. S´hi entrellacen les històries de diversos personatges: entre d'altres, Hildegard (una baronessa freda, calculadora i sense escrúpols), Andreas (un jove negociant neerlandès, burgès, ric gràcies al negoci dels diamants, amant de la vida fàcil i que ha renunciat a la seua responsabilitat moral en la societat) i Zacharias (un professor de matemàtiques mediocre, abans socialdemòcrata, sense criteri propi i, per tant, capaç d'afiliar-se al nacionalsocialisme només perquè és una ideologia en alça). Ambientada en una petita ciutat de l'Alemanya prehitleriana, aquesta novel·la ofereix una visió de la situació social existent en el període històric durant el qual la narració es desenvolupa i constitueix un al·legat contra els que van obrir el camí al nazisme i contra aquells que es van comportar amb indiferència davant la barbàrie que aquella ideologia va covar i va dur a la pràctica.
També te contingut polític la darrera obra de Broch, Bergroman (Novel·la de muntanya), la tercera versió de la qual va començar a elaborar el 1950, poc abans de la seua mort. Es tracta d'una narració èpica de factura tradicional i relatada des de la perspectiva d'un metge rural. Descriu els esdeveniments en un poble de muntanya on un xarlatà i curander desperta els habitants de la tranquil·litat de llurs vides quotidianes i els arrossega a un seguit d'esdeveniments desmesurats que culminen en un sacrifici humà ritual. Amb aquesta història, Broch descriu, mitjançant un model, l'ofuscació política d'Alemanya durant els anys trenta del segle xx. És interessant, d'altra banda, notar que la reflexió sobre la realitat política i social d'Alemanya empri en aquests anys models tradicionals de narració fent ús d'elements parabòlics i mitològics: a banda de l'exemple esmentat de Bergroman, Thomas Mann convertirà la seua reflexió sobre la història contemporània d'Alemanya en la història del Doctor Faust (1947) i Bertolt Brecht farà servir sistemàticament la paràbola per a les seues grans obres de teatre èpic.

## La literatura de Broch en el context de l'època

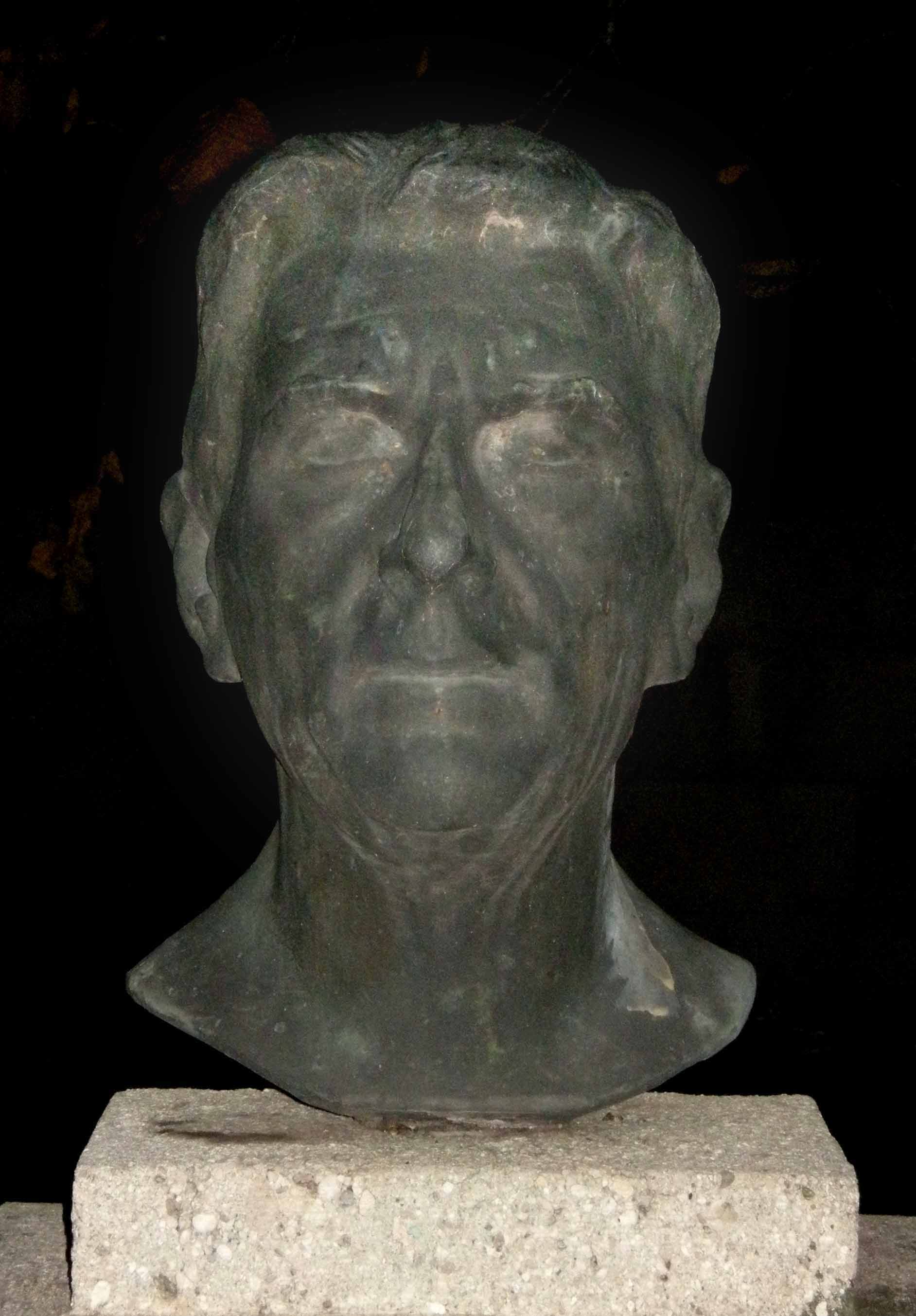
Bust commemoratiu de Hermann Broch a la localitat austríaca de Teesdorf (Baixa Àustria), on el seu pare era propietari d'una fàbrica de filatura

La literatura estava necessàriament associada a la filosofia per a Broch i tota la seua obra gira al voltant del problema de l'ocàs del món: l'època moderna havia portat no només la pèrdua dels valors tradicionals, sinó també una dissolució, una divisió conceptual i espiritual en els diferents camps de les arts i de les ciències, de la política i de la religió. Broch es podria catalogar, com Robert Musil, entre els "poetes doctes" del segle xx. És a dir, els autors que fan servir l'escriptura com a mitjà de reflexió sobre la realitat i sobre les capacitats de la mateixa escriptura per a descriure el món, la qual cosa està molt present en la literatura austríaca del 1900. Comparteix amb els escriptors de la seua generació l'experiència de la gènesi dels moviments d'avantguarda i també l'afonament de l'ordre social i polític que suposa la Primera Guerra Mundial i que altres escriptors (com ara, Stefan Zweig) també narren. Però Broch va més enllà que Zweig, ja que intenta interpretar la seua època, teoritzar-la, en una forma novel·lística pròpia i molt reflexiva que reuneix tots els registres del llenguatge literari: des del to més líric fins a l'escriptura assagística i filosòfica, passant pel registre estrictament narratiu.
Durant els anys vint del segle xx, les facultats de Filosofia de les universitats comencen a disgregar-se en un conjunt d'especialitats humanístiques. Atès que ja no es podia esperar una interpretació global de l'existència humana des de les diferents especialitats (tampoc des de la filosofia neopositivista del moment), la literatura podia reivindicar per a si aquesta tasca interpretativa. Es tractava d'una literatura que s'havia alliberat del patetisme neoromàntic de l'avantguarda expressionista i que pretenia realitzar l'anàlisi de la seua època mitjançant experiments narratius i una consciència extremadament crítica del llenguatge, de la fràgil relació entre el llenguatge i el món que pretén descriure. I és ací on Broch col·labora amb la seua obra en aquesta literatura experimental i reflexiva, especialment amb Els somnàmbuls, una obra de lectura apassionant i fonamental per a entendre la transició del segle xix al xx (Fin de siècle) i els canvis que va implicar en la història del pensament.

## Obres destacades
- Els somnàmbuls (1929-1932)
- La mort de Virgili (1941)
- Els innocents (1950)
- El temptador (1953)[1][3]